# Yasutaro Matsuki
Yasutaro Matsuki (松木 安太郎, Matsuki Yasutaro, né le 28 novembre 1957 à Tokyo au Japon) est un footballeur japonais.